# Articulé croisé

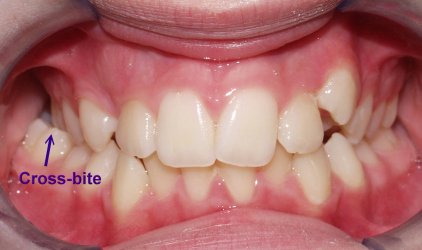
Articulé croisé unilatéral postérieur

Un articulé croisé est une forme de malocclusion dentaire où une dent a une position plus buccale ou linguale (plus proche de la joue ou de la langue) par rapport à sa dent antagoniste à l'arcade dentaire supérieure ou inférieure. En d'autres termes, l'articulé croisé est un désalignement latéral des arcades dentaires.
Les articulés croisés sont communément traités par un orthodontiste. Le terme équivalent anglais est crossbite. Le Termium donne également « occlusion croisée » comme équivalence.